# Adlerzia froggatti
Adlerzia froggatti é uma espécie de formiga do gênero Adlerzia, pertencente à subfamília Myrmicinae.